# Aux bons soins du docteur Kellogg
Pour plus de détails, voir Fiche technique et Distribution.
Aux bons soins du docteur Kellogg (The Road to Wellville) est un film américain réalisé par Alan Parker et sorti en 1994.
C'est l'adaptation cinématographique du roman du même nom de T. C. Boyle qui s'inspire plus ou moins de la vie du docteur John Harvey Kellogg, cofondateur de Kellogg's. Le film se concentre principalement sur son travail au sanitarium de Battle Creek.

## Synopsis

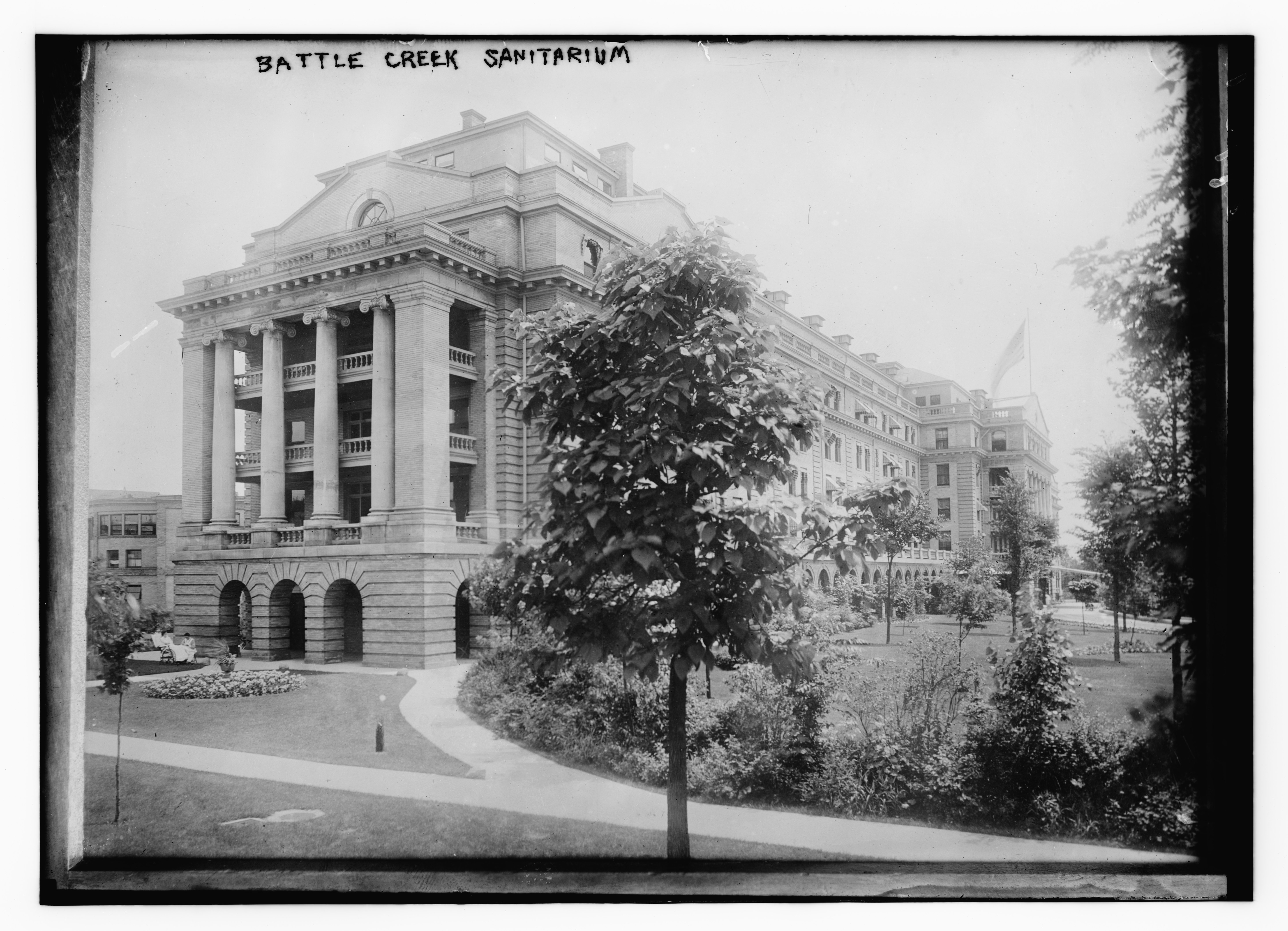
Le sanitarium de Battle Creek, ici en 1910

Au début du XXe siècle, le docteur John Harvey Kellogg, frère de Will Keith Kellogg et cofondateur de la Kellogg Company), invente le beurre d'arachide, les corn flakes, la couverture chauffante, ainsi que les régimes amaigrissants. Les méthodes « révolutionnaires » du docteur attirent de nombreux patients à son sanitarium de Battle Creek, à la fois palace et centre de santé du Michigan. Il y exerce des méthodes hétérodoxes pour entretenir la santé, comme l’irrigation du côlon, les chocs électriques, le végétarisme, l’exercice physique et l’abstinence sexuelle. Tout le monde ne pense plus qu’à confier ses problèmes au docteur si bienveillant. C'est justement le cas de la jeune Eleanor Lightbody. Accompagnée de son mari Will, elle voit, dans les soins prodigués par le docteur, le meilleur moyen de sauver son couple au bord de la rupture.
Au même moment, Charles Ossinning, jeune entrepreneur, tente, dans l'espoir de faire fortune en exploitant l'engouement pour les céréales alimentaires de santé, de créer à Battle Creek une fabrique d'aliments céréaliers, aidé par Goodloe Bender, un escroc, et George Kellogg, un fils adoptif de John Harvey Kellogg, à la personnalité instable et dont les rapports avec son père sont exécrables.
Côté patients, Will Lightbody, séparé de sa femme au sanatorium, nourrit bientôt des pensées lubriques pour l’infirmière Graves et la patiente Ida Muntz. Lightbody finira par succomber à ses charmes tandis que sa femme Eleanor, quant à elle, se lie d’amitié avec Virginie Cranehill dont l'attitude à l'égard du plaisir sexuel est, sous l'influence des travaux du Dr Allemand Spitzvogel, très moderne. Lightbody apprendra, par la suite, qu'Ida est morte pendant le traitement. Après la mort d'un patient russe dans le bain sinusoïdal et la découverte d'une autre mort, il s'enfuira du sanatorium lors de l'incendie de celui-ci déclenché à la suite d'une dispute entre John Harvey Kellogg et son fils George.

## Fiche technique
Sauf indication contraire, les informations mentionnées dans cette section peuvent être confirmées par la base de données cinématographiques IMDb,  présente dans la section « Liens externes ».
- Titre original : The Road to Wellville
- Titre français : Aux bons soins du docteur Kellogg
- Réalisation : Alan Parker
- Scénario : Alan Parker, d'après le roman The Road to Wellville de T. C. Boyle
- Photographie : Peter Biziou
- Montage : Gerry Hambling
- Musique : Rachel Portman
- Direction artistique : John Willett
- Décors : Brian Morris
- Costumes : Penny Rose
- Producteurs : Armyan Bernstein, Robert F. Colesberry et Alan Parker ;
- Producteurs délégués : Marc Abraham et Tom Rosenberg
- Productrice associée : Lisa Moran
- Sociétés de production : Beacon Communications, Columbia Pictures, Dirty Hands Productions et Per-Fo Pictures
- Sociétés de distribution : Columbia Pictures (États-Unis), ARP Sélection (France)
- Pays de production :  États-Unis
- Langue originale : anglais
- Budget : 25 millions de dollars
- Format : Couleur - 35 mm - 1,85:1 - son Dolby SR / SDDS
- Genre : Comédie dramatique, Film biographique
- Durée : 118 minutes
- Dates de sortie[1] :
  - États-Unis : 28 octobre 1994
  - France : 14 décembre 1994

## Distribution
- Anthony Hopkins (VF : Yves Barsacq) : Dr John Harvey Kellogg
- Matthew Broderick (VF : Pierre Tessier) : William Lightbody
- Bridget Fonda (VF : Rafaèle Moutier) : Eleanor Lightbody
- Dana Carvey (VF : Daniel Lafourcade) : George Kellogg
- John Cusack (VF : Renaud Marx) : Charles Ossinning
- Camryn Manheim : Virginia Cranehill
- Lara Flynn Boyle (VF : Julie Turin) : Ida Muntz
- Colm Meaney (VF : Gilbert Levy) : Dr Lionel Badger
- John Neville (VF : Jacques Ciron) : Endymion Hart-Jones
- Ann Tucker (VF : Liliane Gaudet) : Hannah
- Carole Shelley (VF : Ginette Pigeon) : Mme Hookstratten
- Michael Lerner (VF : Michel Modo) : Goodloe Bender
- Traci Lind (VF : Virginie Ogouz) : l'infirmière Irene Graves
- Monica Parker (VF : Maria Tamar) : Mme Tindermarsh
- Marianne Muellerleile (VF : Anne Ludovik) : l'infirmière Bloethal
- Marshall Efron (VF : Michel Tugot-Doris) : Bartholomew Bookbinder
- Roy Brocksmith (VF : Claude Nicot) : Poultney Dab
- Norbert Weisser : Dr Spitzvogel
- Jacob Reynolds : George Kellogg, enfant

## Production
Jack Nicholson a d'abord été envisagé pour le rôle de John Harvey Kellogg.
Le film est tourné en Caroline du Nord (à Winnabow (en), Wilmington, ...) ainsi qu'au complexe hôtelier du Mohonk Mountain House à New Paltz dans l'État de New York.

## Accueil
Malgré un budget important de 25 millions de dollars et une distribution de qualité, ce film n'a rapporté que 6,5 millions de dollars aux États-Unis, ce qui constitue un échec important[réf. nécessaire]. Le portrait acide (et en partie imaginaire) du docteur Kellogg, importante icône hygiéniste et religieuse, a déplu, de même que les nombreuses évocations scatologiques et les vues de J. H. Kellogg sur la sexualité tournées en dérision[réf. nécessaire].

## Distinctions
Le film est en compétition officielle au festival international du film de Tokyo 1994. Anthony Hopkins est par ailleurs nommé aux Chicago Film Critics Association Awards 1995 et Peter Biziou aux British Society of Cinematographers Awards 1994.